# Ferrocarril de La Robla

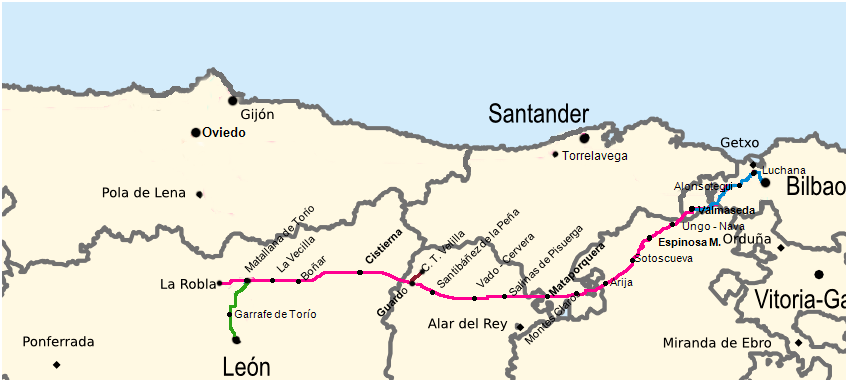
Ferrocarril de La Robla:
Stammstrecke, 1894
Valmaseda – Bilbao/Luchana, 1902
Matallana de Toría – León, 1923
Guardo – Velilla del Río Carrión, 1984

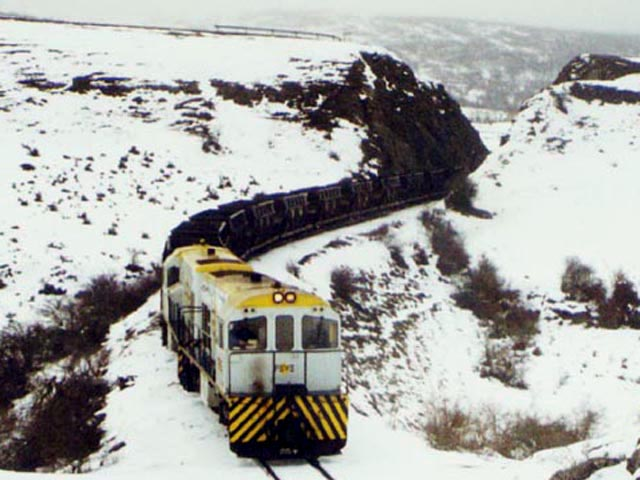
Kohlezug bei Mataporquera, 1998

Bei der Ferrocarril de La Robla genannten Eisenbahnstrecke handelt es sich um eine der längsten Schmalspur-Eisenbahnen Europas mit einer Gesamtlänge von 330 Kilometern, die anfangs von einer gleichnamigen Eisenbahngesellschaft betrieben wurde. Die Spurweite beträgt 1000 mm (Meterspur).

## Geografische Lage
Die ursprüngliche Bahnstrecke ist heute noch vorhanden und beginnt in der leonesischen Gemeinde La Robla. Von dort verläuft sie quer durch das kantabrische Gebirge vorbei am Ebro-Stausee in die baskische Provinz Bizkaia, wo sie in Luchana auf die Baskisch-Asturische Eisenbahn (Ferrocarril Vasco-Asturiano) einmündet, die von Bilbao über Santander nach Oviedo führt. Beide Strecken werden heute von der Eisenbahngesellschaft RENFE betrieben. In Bilbao gibt es einen Anschluss an das ebenfalls schmalspurige Streckennetz von Euskotren, das bis hinter die französische Grenze führt.

## Geschichte
Die Bahn wurde im 19. Jahrhundert eröffnet, um diverse Bergwerke im kantabrischen Gebirge mit den Schwerindustrie-Betrieben im Baskenland zu verbinden. Die Erstausstattung an Personenwagen wurde komplett aus Frankreich bezogen, darunter auch ein Salonwagen für die Direktion. Dieser ist erhalten und wird im Baskischen Eisenbahnmuseum, Azpeitia ausgestellt.
In der Provinz León wurde später eine Stichstrecke von Matallana de Torío nach Süden gebaut, um die Hauptstadt der Provinz anzubinden. Der Betrieb auf der Strecke wurde aufgrund technischer Mängel Anfang der 1990er aufgegeben. Nach massiven Protesten wurde die Strecke saniert und wieder eröffnet. 
Zwischen León und Bilbao findet heute Personenverkehr statt, während der Abschnitt zwischen Matallana und La Robla ausschließlich noch Güterverkehr aufweist. Eine weitere später gebaute Stichstrecke nach Velilla del Río Carrión wird ebenfalls ausschließlich von Güterzügen genutzt, um dort ein Kohlekraftwerk zu beliefern. Im kantabrischen Gebirge hat sie eine hohe Bedeutung für abgelegene Gemeinden, die im Winter aufgrund von Schneefällen häufig nicht mit dem Auto erreichbar sind. Im Umland der Städte Bilbao und León wird die Strecke für S-Bahn-Verkehr genutzt.

## Zukunft
In León war zunächst ein unabhängiges Straßenbahn-Netz in Normalspur vorgesehen, das sich im Nachhinein als zu teuer herausstellte. Eine meterspurige Straßenbahn, bei der die bestehende Eisenbahnstrecke mitgenutzt wird, stellte sich als kostengünstigere Alternative heraus. Daher wird die Strecke derzeit zwischen León und Villaquilambre elektrifiziert und urbanisiert. In León befindet sich ferner ein neuer Streckenast in Straßenlage für eine zweite Straßenbahn-Linie im Bau, die zum städtischen Krankenhaus führen soll. 
Langfristig soll in León ein von FEVE betriebenes Straßenbahn-Netz entstehen. Der Eisenbahnverkehr mit herkömmlichen Zügen soll jedoch erhalten bleiben.